# アセチレンジオール
アセチレンジオール(Acetylenediol)またはエチンジオール(Ethynediol)は、HO-C≡C-OHの化学式を持つ化合物である。アセチレンのジオールである。互変異性体であるグリオキサールはH(C=O)2Hはよく知られているが、アセチレンジオールの凝縮相は不安定である。

## 発見
アセチレンジオールは、1986年にJ. K. Terlouwらによって気相の質量分析中に発見された。1995年、Gunther MaierとChristine Rohrは、10K(-263.2℃)の固体アルゴンマトリックス中のスクアリン酸の光分解で初めて得られた。

## 誘導体

### アルコキシド誘導体
ジオールは、凝縮相中で瞬間的にしか存在できないが、アセチレンジオールのジアニオン(O-C≡C-O)2-の塩はよく知られている。これらの有機金属化合物（特にアルコキシド）は、アセチレンジオールが2つの水素原子を失ったものに由来するが、通常このような方法では製造されない。
このような塩の一般的な合成方法は、一酸化炭素の還元である。アセチレンジオールカリウムK2C2O2は、一酸化炭素と金属カリウムの反応によって、1834年にユストゥス・フォン・リービッヒによって初めて得られたが、長い間この化合物は、カルボニルカリウムKCOだと考えられていた。以降の130年間で、ナトリウム(Johannis, 1893)、バリウム(Gunz and Mentrel, 1903)、ストロンチウム(Roederer, 1906)、リチウム、ルビジウム、セシウム(Pearson, 1933)の「カルボニル」が記述された。後に、この反応はアセチレンジオールカリウムK2C2O2とヘキサヒドロキシベンゼンカリウムK6C6O6の混合物を生成することが明らかとなった。
これらの塩の真の構造は、1963年にWerner BuchnerとE. Weissによって明らかにされた。
アセチレンジオール塩は、極低温下での一酸化炭素と液体アンモニアの金属錯体溶液との急速反応によっても生成できる。アセチレンジオールカリウムは淡黄色固体で、空気、ハロゲン、ハロゲン化炭化水素、アルコール、水、また酸性水素原子を持つ全ての化合物と爆発的に反応する。

### 錯体
アセチレンジオールは、例えば[TaH(HOC≡COH)(dmpe)2Cl]+Cl-のような錯体を形成する（dempは、ビス(1,2-ジメチルホスフィノ)エタンである。）。
アセチレンジオール及びデルタ酸イオンC3O32-やスクアリン酸イオンC4O42-のような関連アニオンは、温和な条件下で、有機ウラン錯体中での一酸化炭素リガンドの還元的カップリングによって生成される。

### その他の誘導体
アセチレンジオールからの誘導体ではないが、構造的に関連する多くの化合物が知られている。例えば、ジイソプロポキシエチン((CH3)2CH)-O-C≡C-O-(CH(CH3)2)やジ-tert-ブトキシエチン((CH3)3C)-O-C≡C-O-(C(CH3)3)等である。